# Briccius (prépost)
Briccius (Böröck) (17. század) prépost.
Keresztnevét nem ismerjük. Nagyváradi prépost, utóbb pálos főnök volt. Mint a remete szent Pál szerzetének tagja, tudományával s példás életével fokonként emelkedett, míg a legfőbb kormányzói polcra jutott. Munkáit, melyeket Horányi Elek felsorol, csak címeik után ismerjük; ezek: De confirmitate servanda, De studio vana vitando, De cavenda longa locutione és De humili sentire sui ipsius.